# Photocoupler
Photocoupler hay phần tử cách ly quang (opto-isolator), hay optocoupler, là một phần tử bán dẫn thực hiện truyền tín hiệu giữa hai phần mạch bị cách ly với nhau về điện bằng cách sử dụng ánh sáng.
Cách ly bằng ghép quang học cho phép tránh được sự xâm nhập điện áp cao tới hệ thống thu nhận tín hiệu. Linh kiện thương phẩm hiện đạt được mức cách ly vào-ra là 10 KV và đáp ứng với biến đổi ở mức 10 kV/μs.

## Nguyên lý hoạt động
Nguyên lý hoạt động của photocoupler đơn giản. Có thể lập bằng linh kiện rời gồm một diode phát quang LED hướng luồng sáng vào cửa sổ của một điốt quang hoặc transistor cảm quang (phototransistor), tất cả gói trong vỏ che kín ánh sáng.
Khi LED phát sáng với cường độ sáng nào đó, thì vùng base của transistor cảm quang tiếp nhận ánh sáng và giảm mức điện trở thuần tương đương của transistor, làm dòng qua transistor Ic tăng. Khi đó sẽ có hai mức độ chính:
- Nếu cường độ sáng đủ mạnh, thì transistor cảm quang đạt trạng thái bão hòa. Photocoupler thực hiện truyền tín hiệu logic, và trong thực tế đây là ứng dụng chủ yếu của photocoupler.
- Nếu cường độ sáng đủ yếu, transistor cảm quang không đạt trạng thái bão hòa. Photocoupler thực hiện truyền tín hiệu analog. Chế độ này có thể được sử dụng nhưng không nhiều, vì rằng đường đặc tuyến quan hệ vào-ra có đoạn tuyến tính khá hẹp, không đảm bảo truyền trung thực tín hiệu.

Các photocoupler thương phẩm được chuẩn hóa các đặc trưng kỹ thuật, đặc biệt là mức độ cách ly và tốc độ đáp ứng xung để hoạt động trong các thiết bị số. 

Hoạt động của mạch có photocoupler

## Ứng dụng
Photocoupler được dùng trong các thiết bị số cần đến cách ly điện với nhau, nhằm tránh sốc điện hoặc gây nhiễu lẫn nhau. Các thiết bị đo đạc thí nghiệm thường được thiết kế số hóa số liệu, và truyền số liệu sang máy tính nhúng thông qua photocoupler. Khi đó các phần mạch được cung cấp nguồn từ các modul nguồn khác nhau.
Photocoupler cũng được tích hợp lên các transistor, MOSFET, IGBT, TRIAC công suất lớn để đóng mở dòng điện. Các linh kiện hợp thành này thường được gọi là rơ le bán dẫn.